# Agua Blanca, La Compañía
Agua Blanca är en ort i Mexiko.   Den ligger i kommunen La Compañía och delstaten Oaxaca, i den sydöstra delen av landet, 400 km sydost om huvudstaden Mexico City. Agua Blanca ligger 1 423 meter över havet och antalet invånare är 256.
Terrängen runt Agua Blanca är varierad. Runt Agua Blanca är det ganska tätbefolkat, med 54 invånare per kvadratkilometer. Närmaste större samhälle är Ejutla de Crespo, 6,9 km öster om Agua Blanca. Omgivningarna runt Agua Blanca är en mosaik av jordbruksmark och naturlig växtlighet.